# Моньё
Моньё (фр. Monieux) — коммуна во французском департаменте Воклюз региона Прованс — Альпы — Лазурный Берег. Относится к кантону Со.

## Географическое положение

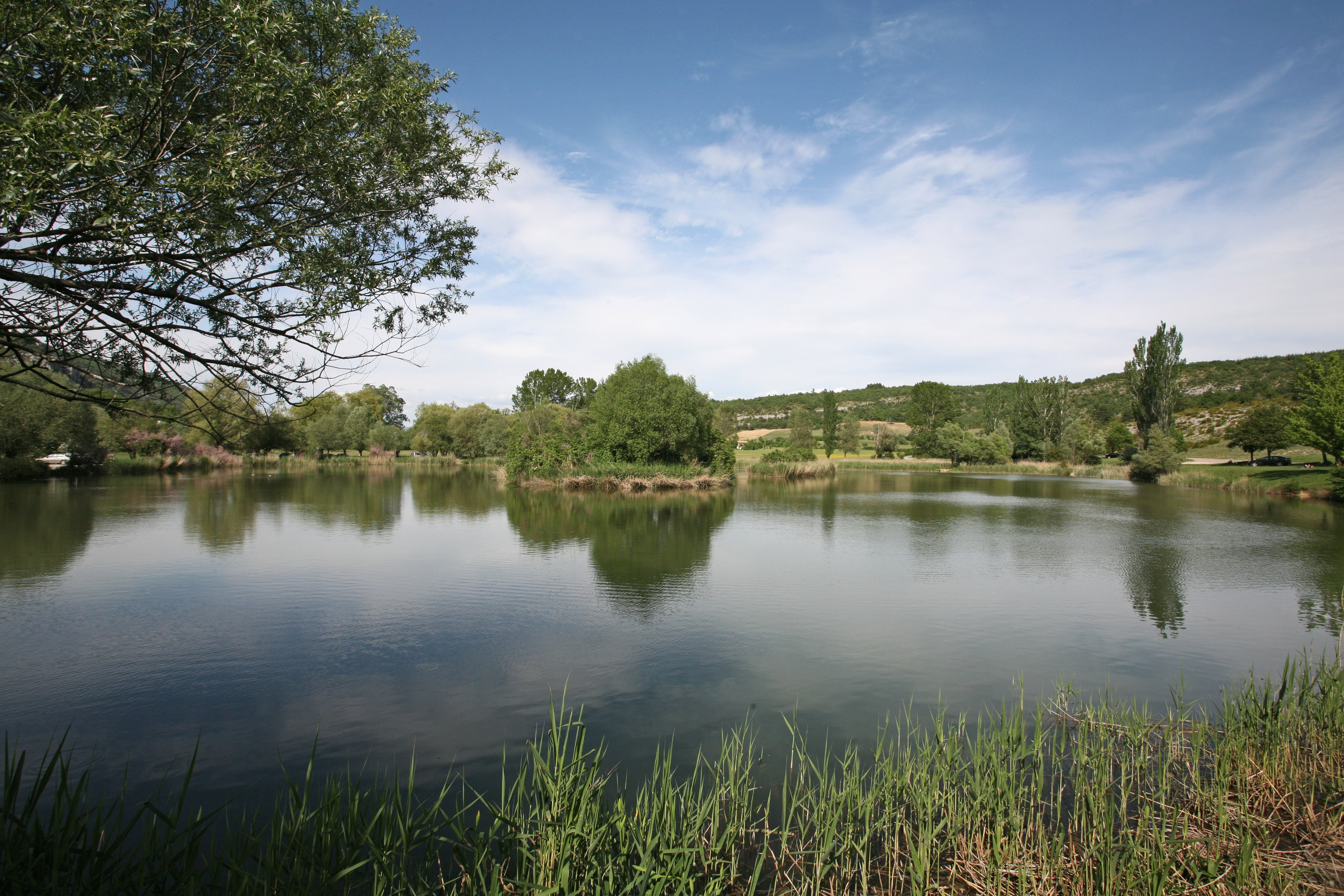
Неск близ Моньё.

Моньё расположен в 50 км к востоку от Авиньона. Соседние коммуны: Со на северо-востоке.
К югу от коммуны начинается Нескское ущелье.

### Гидрография
Коммуна стоит на Неске. Здесь река образует большой пруд коммуны.

## Демография
Население коммуны на 2010 год составляло 338 человек.
| 1962 | 1968 | 1975 | 1982 | 1990 | 1999 | 2010 |
| ---- | ---- | ---- | ---- | ---- | ---- | ---- |
| 139  | 151  | 122  | 171  | 158  | 250  | 338  |

## Достопримечательности
- Остатки бывшего замка, башня XII века.
- Церковь Сен-Пьер романской эпохи, купол XII века.
- Часовни Сен-Мишель (1643 год), Сен-Рош (1632 год), Сент-Андре.
- Озеро перед Нескским ущельем.